# Кръстците
Скалистият ръб Кръстците представлява внушителен каменен гребен с алпийски профил, разположен източно от връх Голям Купен, централна Стара Планина.
Достига до 2035 м при връх Голям Кръстец. Представлява тесен, силно насечен ръб с различни по големина скални жандарми.
Северните склонове на Кръстците са стръмни, труднодостъпни, прорязани от няколко потока даващи началото на река Дебелешница. При връх Голям Кръстец, в северна посока, се отделя непристъпният страничен рид Гребена. На юг Кръстците, макар и стръмни, са по-лесно достъпни. При разваляне на времето и при съществен риск е възможно аварийно слизане към м. Топалица, посока горския пояс и х. Васил Левски.
По билото на Кръстците е прокарана тясна, маркирана пътека, която отчасти подсича, отчасти изкачва отделните жандарми. Маркировката е в лошо състояние и лесно може да бъде изгубена. Преминаването по ръба трябва да става много внимателно, особено в района на връх Голям Кръстец. Зимният траверс е възможен само при значителна физическа подготовка и използване на алпийска техника.